# Urszula Niebrzydowska-Janikowska
Urszula Małgorzata Niebrzydowska-Janikowska (ur. 21 października 1961 w Gdańsku) – polska wioślarka, olimpijka z Moskwy (1980), trenerka. Córka Franciszka i Józefy (z d. Łempickiej).

## Życiorys
Od 1974 zawodniczka Kolejowego Klubu Sportowego „Gedania”, gdzie jej trenerem był Krzysztof Marek.
W 1981 ukończyła Państwowe Liceum Sztuk Plastycznych w Gdyni, a w 1986 Akademię Wychowania Fizycznego i Sportu w Gdańsku (mgr wf i trener II kl.). Trenerka w iławskim Klubie Wioślarskim oraz nauczyciel wychowania fizycznego w Gimnazjum nr 1 im. Mikołaja Kopernika w Iławie.

## Osiągnięcia sportowe
- dwa razy zdobyła mistrzostwo Polski (ósemki);
- 1979 - 7. miejsce podczas mistrzostw FISA juniorek w Moskwie (dwójka bez sternika, w osadzie razem z Wiesławą Kiełsznią-Buksińską);
- 1980 - uczestniczka Igrzysk Olimpijskich w Moskwie, w osadzie razem z Teresą Soroką-Frąckowską, Ewą Lewandowską-Pomes, Wandą Piątkowską-Kiestrzyn, Jolantą Modlińską, Krystyną Ambros-Żurek, Beatą Kamudą-Dudzińską, Wiesławą Kiełsznia-Buksińską, Grażyną Różańską-Pawłowską (sterniczka) – ósemki, odpadły z konkurencji - po 3. miejscu w przedbiegach (3:25.15), a następnie 4. miejscu w repesażach (3:24.04).